# Al Mourqoub
Al Mourqoub (en arabe : المرقب) est une des 22 chabiyat de Libye. 
Sa capitale est Khoms (en anglais : Al Khums).